# Le Péage-de-Roussillon
Le Péage-de-Roussillon ist eine französische Gemeinde mit 6.587 Einwohnern (Stand: 1. Januar 2022) im Département Isère in der Region Auvergne-Rhône-Alpes; sie gehört zum Arrondissement Vienne und zum Kanton Roussillon. Die Einwohner werden Roussillonnais(es) genannt.

## Geografie
Le Péage-de-Roussillon liegt etwa auf halber Strecke zwischen Lyon (62 Kilometer) und Valence (57 Kilometer) an der Rhone. Umgeben wird Le Péage-de-Roussillon von den Nachbargemeinden Saint-Maurice-l’Exil im Norden, Roussillon im Osten, Salaise-sur-Sanne im Süden, Limony im Südwesten sowie Saint-Pierre-de-Bœuf im Westen und Nordwesten.

## Geschichte
Im Zweiten Weltkrieg beschäftigte das Chemieunternehmen Rhône-Poulenc auch an seinem Produktionsstandort Le Péage-de-Roussillon um 1943 Zwangsarbeiter im Rahmen der Kriegswirtschaft der deutschen Besatzer.

## Bevölkerungsentwicklung
| Jahr                       | 1962 | 1968 | 1975 | 1982 | 1990 | 1999 | 2006 | 2017 |
| -------------------------- | ---- | ---- | ---- | ---- | ---- | ---- | ---- | ---- |
| Einwohner                  | 5364 | 5765 | 6243 | 6182 | 5879 | 6351 | 6585 | 6680 |
| Quellen: Cassini und INSEE |      |      |      |      |      |      |      |      |

## Sehenswürdigkeiten
- Kirche Saint-Jean-Baptiste

## Verkehr
Durch die Gemeinde führt die Bahnstrecke Paris–Marseille und die Route nationale 7.

## Weblinks

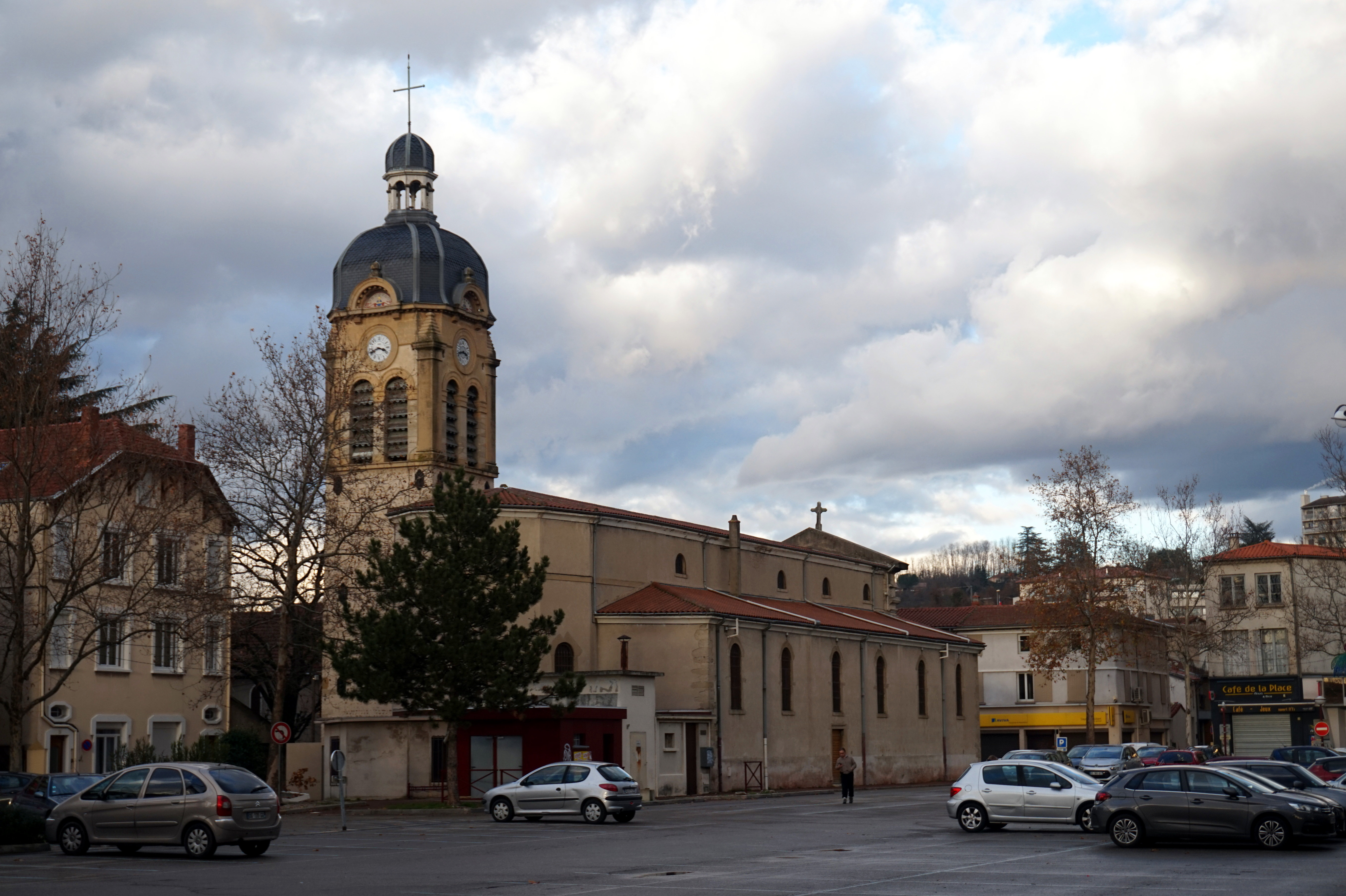
Kirche Saint-Jean-Baptiste